# Rimbachau
Rimbachau ist ein Ortsteil in der Gemeinde Obertaufkirchen im oberbayerischen Landkreis Mühldorf am Inn.

## Lage
Die Wochenendhaus-Siedlung Rimbachau liegt am Rimbach 3 km südlich von Schwindegg sowie 500 m südlich der Bundesautobahn A 94 und etwa 3 km südwestlich der Autobahnausfahrt 16 (Schwindegg).

## Geschichte
Die Wochenendhaus-Siedlung entstand in den 1970er Jahren in der Rimbacher Au genannten Flur mit ca. 15 Parzellen die jeweils mit einem sogenannten Schwedenhaus in Holzbauweise (steiles Dach bis zum Boden) bebaut sind.

## Bevölkerungsentwicklung
Um 1970 waren in Rimbachau keine Einwohner gemeldet. Im Mai 1987 gab es zwei Einwohner, die in der Siedlung mit, laut Amtlichem Ortsverzeichnis für Bayern, acht Wochenendhäusern lebten.
| Jahr      | 1970 | 1987 |
| Einwohner | 0    | 2    |